# Stevan Sremac
Stevan Sremac (Senta, 1855. – Sokobanja, 1906.), srpski prozaist.
Nakon studija jezika i povijesti na Beogradskom sveučilištu radio je kao srednjoškolski profesor u Pirotu, Nišu i Beogradu. Kao već istaknuti pisac u naponu snage izabran je za člana Srpske kraljevske akademije (buduća SANU), no uskoro umire od infekcije. Ondašnja javnost je ispratila Stevana Sremca uz dužne počasti, kao jednoga od najostvarenijih srpskih pripovjedača realističkoga smjera.
Glavna Sremčeva djela su romani (ili, opsežnije pripovijetke koje su obujmom nadrasle žanr) "Ivkova slava", 1895., "Pop Ćira i pop Spira", 1898., i "Zona Zamfirova", 1903., te niz pripovijesti među kojima se ističu "Vukadin", "Limunacija na selu", Čiča Jordan" i dr. Konzervativnoga svjetonazora, rojalist i "nacionalist" u politici, privrženik patrijarhalnih vrijednosti- Sremac je bio zdravohumorni temperament, čovjek koji je prihvaćao stvarnost kakva jest. Satirik, no ne gorak i jedak; realistički opisivač, no ne i balzakovski analitik; humorni pripovjedač blagonaklonoga stava spram tursko-orijentalne baštine, no bez elegičnosti i sjete, Sremac je poglavito zdravi i jedri majstor svakodnevnoga, dobar opažač životnih trivijalnosti i pitoresknosti. Općim je mjestom postala tvrdnja da je Stevan Sremac jedini opisao tri regionalna tipa srpskoga društva: beogradsko-varoški, vojvođansko-banatski i južnosrbijansko-niški. Rjeđe se spominju ostale značajke njegova stvaralaštva: Sremac nije ni pjesnik iščezle prošlosti ni naturalistički društveni kritik suvremenosti; on nije ni tvorac osobnosti problematiziranoga unutarnjega života, niti razglobitelj uzlova međuljudskih odnosa. Njegova snaga je u prihvaćanju burlesknosti, na nižoj razini i banalnosti svakodnevnosti ljudske opstojnosti, te, na paradoksalan način, proslavljanju i posvećivanju običnih i neznatnih sudbina. Dok su u «Popu Ćiri i popu Spiri», pripovijetci koja je postala roman, na dobrodušan način ismijani srpski pravoslavni popovi (sam Sremac bijaše vjernikom, i njegova satira nije žučna ni maliciozna), u "Zoni Zamfirovoj" evocirana je atmosfera srbijanskog "orijenta"; roman je životan i zbog piščeve znalačke upotrebe torlačkoga narječja u dijalozima, a velik je uspjeh polučila i moderna ekranizacija. Izgleda da su srpski redatelji pronašli pravi mali rudnik u Sremčevim djelima što odišu orijentalnom aromom, tako da je redatelj Zdravko Šotra 2005. snimio i ekranizaciju Sremčeve pripovijesti "Ivkova slava".

## Djela
- "Ivkova slava", 1895.,
- "Pop Ćira i pop Spira", 1898.,
- "Zona Zamfirova", 1903.

Pripovijetke
- "Vukadin"
- "Limunacija na selu"
- "Čiča Jordan"
- "Kir Geras"
- "Ibiš-aga"